# Bouclier fiscal
Der sog. Bouclier fiscal ist im französischen Steuerrecht eine Höchstgrenze für die direkten Steuern zugunsten von Privatpersonen. Dieser steuerrechtliche Grundsatz wurde definiert durch den Art. 1 des Code général des impôts:
« Les impôts directs payés par un contribuable ne peuvent être supérieurs à 50 % de ses revenus ».
Das heißt: Die direkten Steuern, die ein Steuerpflichtiger zahlt, dürfen 50 % seiner Einkünfte nicht übersteigen. 
Diese Steuerbeschränkung wurde per Gesetz am 6. Juli 2011 abgeschafft.

## Weitere darunter fallende Steuerarten
Unter diese Begrenzung fallen außer der Einkommensteuer (l’impôt sur le revenu), sowohl nach Progressivtarif oder nach Pauschaltarif, außerdem noch folgende Steuerarten:
- Sozialabgaben auf das Vermögen (les contributions et prélèvements sociaux sur les revenus du patrimoine, d’activité et de remplacement ou sur les produits de placements (contribution sociale généralisée -CSG-, contribution pour le remboursement de la dette sociale -CRDS-, prélèvement social de 2% et contribution additionnelle de 0,3 % à ce prélèvement),);
- die Solidaritätssteuer auf das Vermögen (l’impôt de solidarité sur la fortune (ISF)) sowie die
- Wohnabgabe (la taxe d’habitation et la taxe foncière sur les propriétés bâties et non bâties concernant la résidence principale) und bestimmte an diese anknüpfende Abgaben.